# María Isabel de Baviera
María Isabel de Baviera   (Landshut, 5 de maig de 1784 - París, 1 de juny de 1849) Maria Elisabeth Amalie Franziska de Baviera va ser una duquessa de Baviera i per matrimoni princesa de Wagram i duquessa de Neuchâtel.
Maria Elisabet era filla del duc Guillem de Baviera (1752-1837) del seu matrimoni amb Maria Anna (1753-1824), filla del comte Palatí i del duc Federico Miquel de Zweibrücken-Birkenfeld i germana del futur rei de Baviera Maximilià I. Durant un breu temps, es va parlar de Maria Elisabet com la núvia de l'emperador Francesc I.
El 9 de març de 1808 es va casar amb el mariscal francès Louis-Alexandre Berthier (1753-1815), príncep de Wagram i duc de Neuchâtel. El matrimoni es va produir per desig exprés de l'emperador Napoleó I. El rei Maximilià Josep va assignar a la parella la Nova Residència a Bamberg per a la seva cort. Després de la caiguda de Napoleó, la parella va perdre el principat sobirà de Neuchâtel però va conservar totes les altres dignitats. L'1 de juny de 1815, el marit de Maria Elisabeth va caure des d'una finestra del 2n pis dels apartaments imperials de l'antiga residència del príncep-bisbe a uns 20 metres per la Residenzstrasse i va morir ("la defenestració de Bamberg"). Hi ha una placa a la seva memòria. El final de Berthier podria haver estat tan bé un accident com un suïcidi. Diuen els rumors que Berthier va ser assassinat per sis emmascarats que el van defenestrar.

## Descendència
Maria Elisabeth va tenir els següents fills del seu matrimoni:
- Napoleó Alexandre (1810-1887), príncep de Wagram ⚭ 1831 Zenaïde Françoise Clary (1812–1884)
- Caroline Josephine (1812–1905) ⚭ 1832 Baró Alphonse Napoléon d'Hautpoul (1806–1889)
- Marie Anne Wilhelmine Alexandrine Elisabeth (1816–1878) ⚭ 1834 Jules Lebrun, duc de Plaisance (1811–1872)